# Thomas Jörgen Ahlmann
Thomas Jörgen Ahlmann (* 4. April 1814 in Gravenstein; † 3. Januar 1892 in Kopenhagen) war ein dänischer Kaufmann.

## Leben und Wirken
Ahlmann war der dritte Sohn von zehn Kindern des Kaufmanns Otto Friedrich Ahlmann (* 21. Mai 1786 in Norburg; † 17. Mai 1866 in Gravenstein) und dessen Ehefrau Anna Marie Magdalena, geborene Lorenzen (* 8. Juni 1793 in Ekensund; † 11. Januar 1855 in Gravenstein).
Thomas Jörgen Ahlmann besuchte wie seine Brüder nur kurz eine Dorfschule im heimischen Gravenstein. Der Erfolg der väterlichen Unternehmungen ermöglichte ihnen anschließend die Erziehung durch Hauslehrer.
1830 wurde er in Gravenstein konfirmiert und nahm danach eine Ausbildung bei der Firma Claus Witt in Hamburg auf. Fünf Jahre lang lernte er in der Firma die Grundlagen des Handelsgeschäfts. Während dieser Zeit kam er über einen Kollegen erstmals in Kontakt mit Markus Hartwig Holler, den Gründer und Inhaber der Holler´schen Carlshütte zu Büdelsdorf, der für ihn später von großer Bedeutung werden sollte. Danach nahm er eine Stellung als Kommis bei der Firma Woldsen in Hamburg an und war im Import- und Exportgeschäft tätig. Nach zwei weiteren Jahren in Hamburg kehrte Thomas Jörgen Ahlmann 1837 nach Gravenstein zurück und begann in der Unternehmung seines Vaters zu arbeiten.
1840 machte sich Thomas Jörgen Ahlmann mit 26 Jahren als Kaufmann mit einem Korn-Kommissionsgeschäft in Horsens auf Jütland  selbständig. Dieses war jedoch aufgrund schlechter Ernten nicht besonders einträglich.  Im selben Jahr ging Thomas Ahlmann eine geschäftliche Beziehung mit Marcus Hartwig Holler ein und richtete in Horsens ein Kommissionslager für die gusseisernen Produkte der Carlshütte ein.
1841 erwarb er in der dänischen Stadt Fredericia ein Anwesen Ecke Norgesgade/Danmarksgade in zentraler Lage, zu dem ein Kolonialladen, eine Kornhandlung und eine kleine Brennerei gehörten, und ließ sich dort nieder. Gleichzeitig richtete er unmittelbar angrenzend an sein Gelände im Bruunske Pakhus in der Kirkestraede ein Kommissionslager für die Waren der Carlshütte ein. Neben seinen Handelsgeschäften mit Waren und Getreide forcierte er die Brennerei und gründete dafür 1842 die Firma „T.J.Ahlmann & Co.“, die sich in den Folgejahren etablierte und gut gedieh. 1844 kaufte er in Hamburg eine Brennerei und transferierte die Anlage nach Fredericia, um dort die Brennerei erheblich zu erweitern, 1846 folgte der Bau einer Brauerei. Ebenfalls 1844 gründeten Ahlmann und Holler gemeinsam eine Heringsfischerei mit Versalzung. Die Salzheringe wurden in die dänischen Kolonialgebiete in der Karibik verschifft als Nahrung für die Sklaven. Das Projekt war mehrere Jahre sehr erfolgreich, wurde jedoch unter anderem infolge der Kriegsereignisse 1848/49 eingestellt.
Dreimal gerieten die Unternehmungen von Thomas Jörgen Ahlmann in der Festungsstadt Fredericia in die kriegerischen Ereignisse zwischen Deutschen und Dänen: 1848, 1849 und 1864. Der Schornstein der Brennerei diente während der Schleswig-Holsteinischen Erhebung 1848 den belagernden deutschen Bundestruppen für ihre Artillerie als Orientierung. Die Familie musste wiederholt aus der Stadt fliehen. 1849 belagerte eine Schleswig-Holsteinische Armee erneut Fredericia. Durch Beschuss brannten die Firmengebäude und das private Wohnhaus fast vollständig nieder. Bereits 1849 begann Thomas Jörgen Ahlmann mit dem Wiederaufbau, und schon 1850 konnten Brennerei und Brauerei ihre Arbeit wieder aufnehmen und konnte das Wohnhaus wieder bezogen werden.
Nach dem Wiederaufbau seiner Unternehmungen in Fredericia entwickelten sich diese so gut, dass er weitere Projekte wie etwa ein Hammerwerk auf Fünen anging. Dieses wurde jedoch nicht zum Erfolg, sodass er es 1859 mit Verlust verkaufen musste. Er konzentrierte sich in der Folge mit großem Erfolg auf die weitere Expansion seines Kerngeschäftes, insbesondere der Brauerei und Brennerei.
Am 1. Februar 1864 brach der Deutsch-Dänische Krieg aus. Bereits am 15. März wurde Fredericia erneut eingeschlossen und belagert. Thomas Jörgen Ahlmann hatte in weiser Voraussicht seine Familie und das wertvollste Hab und Gut frühzeitig nach Odense auf Fünen in Sicherheit gebracht. Seine Liegenschaften in Fredericia erlitten erneut durch Granateinschläge schwere Schäden. Noch vor dem Friedensschluss konnte Ahlmann in der besetzen Stadt im Sommer 1864 jedoch erneut die Brennerei in Gang setzen. 1861 war Detlef Ohlsen (* 27. Februar 1840, † 18. September 1913) in die Firma eingetreten, 1868 wurde er Teilhaber und heiratete Thomas Jörgens Tochter Christine. 1867 begann man in der Brennerei mit der Produktion von Hefen, die sogar nach Hull und Newcastle exportiert wurden.
Zum 1. Januar 1878 trat Thomas Jörgen aus der Firma aus, um Platz für seinen jüngeren Sohn Johannes zu machen, seither firmierte die Firma unter Ohlsen & Ahlmann. Johannes Ahlmann war seit Anfang 1877 in der Firma für den Vertrieb der Gusswaren der Gießerei Carlshütte zuständig, für die die beiden Partner eine Filiale in Kopenhagen gründeten, um fortan den Vertrieb für Dänemark, Schweden und Norwegen von Kopenhagen aus vorzunehmen. Johannes Ahlmann zog dafür Mitte 1879 mit seiner Frau Wilhelmine nach Kopenhagen. 1881 wurde der Fabrikkomplex an der Norgesgade/Danmarksgade an die A/S De Danske Spritfabrikker verkauft, und Thomas Jörgen Ahlmann zog im gleichen Jahr wie sein Sohn Johannes auch nach Kopenhagen, wo er am 3. Januar 1892 starb.

## Familie
Am 26. März 1842 heiratete er Marie Dorothea, geborene Hundewadt (* 9. Oktober 1817 in Dedesdorf; † 30. Januar 1904 in Kopenhagen). Aus der Ehe gingen vier Töchter und zwei Söhne hervor. Ihr jüngerer Sohn Johannes Ahlmann (* 18. Februar 1851 in Fredericia; † 15. April 1939 in Büdelsdorf) wirkte seit 1883 als kaufmännischer Direktor der Carlshütte. Der älteste Sohn Otto Frederik Ahlmann (* 2. August 1846 in Fredericia, † 5. Januar 1928 in Fredericia) schlug die Beamtenlaufbahn ein und wirkte von 1891 bis 1899 als Hardesvogt im Bezirk Fleskum bei Aalborg, von 1901 bis 1919 als Hardesvogt im Bezirk Elbo bei Fredericia.
Die Tochter Christine heiratete 1868 Detlef Ohlsen, Teilhaber und später Alleininhaber der Firma Ohlsen & Ahlmann.